# Valerie Steele

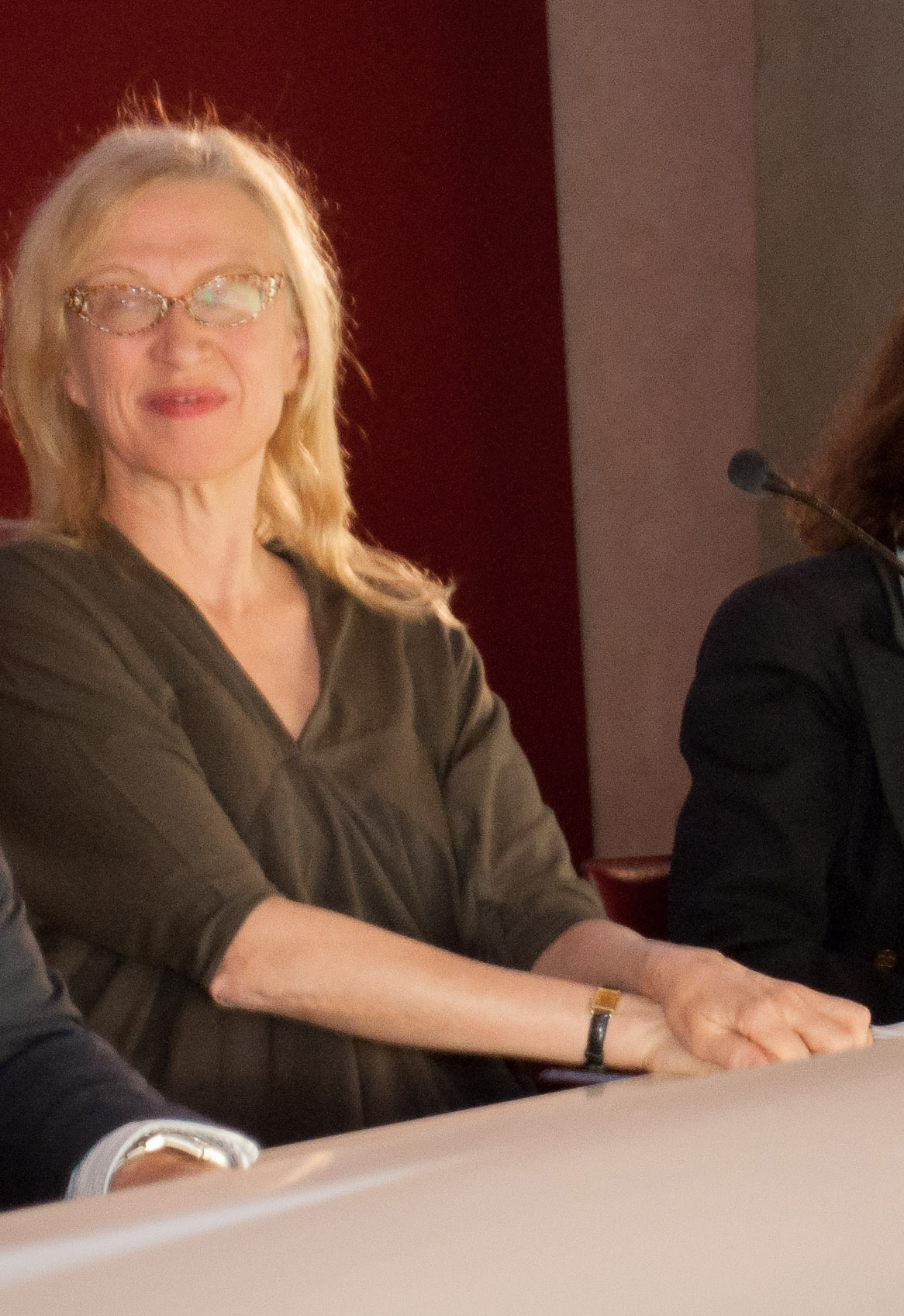
Valerie Steele

Valerie Fahnestock Steele (* 1955) ist eine amerikanische Modehistorikerin.

## Leben
Steele wurde an der Yale University in Geschichte promoviert und schrieb ihre Doktorarbeit über moderne europäische Geistesgeschichte. Ihr Thema dabei lautete: Mode und Erotik im viktorianischen Zeitalter. Steele kam zu der Ansicht, dass die Kulturgeschichte der Moderne in der Forschung wenig beachtet wurde und als Forschungsgebiet nicht ernst genommen wurde. So stieß auch die Themenwahl für ihre Doktorarbeit bei den Professoren der Universität auf Unverständnis.
Sie ist seit 2003 Direktorin des Modemuseums des Fashion Institute of Technology in New York.  Steele ist außerdem Gründerin der Fachzeitschrift Fashion Theory. The journal of Dress, Body & Culture. 2003 erhielt sie den Artistry of Fashion Award von der American Apparel & Footwear Association. Sie ist auch Herausgeberin der Zeitschrift Fashion Theory. The Journal of Dress, Body and Culture.

## Schriften (Auswahl)
- Akris, Assouline, 2012, ISBN 978-1-61428-056-9.
- Gothic: Dark Glamour, Yale University Press, 2008, ISBN 978-0-300-13694-4.
- Encyclopedia of clothing and fashion (editor in chief), Charles Scribner’s Sons, 2005, ISBN 0-684-31451-7.
- Fashion, Italian style, Yale University Press, 2003, ISBN 0-300-10014-0.
- The Fan: Fashion and Femininity Unfolded, Rizzoli International Publications, 2002, ISBN 0-8478-2446-2.
- The Red Dress, Rizzoli International Publications, 2001, ISBN 0-8478-2392-X.
- The Corset: a cultural history, Yale University Press, 2001, ISBN 0-300-09071-4.
- Shoes. A lexicon of style, Rizzoli International Publications, 1999, ISBN 0-8478-2166-8.
- China chic : East meets West (mit John S. Major), Yale University Press, 1999, ISBN 0-300-07930-3.
- Bags. A lexicon of style (mit Laird Borrelli), Scriptum Publishers, 1999, ISBN 1-902686-04-7.
- Fifty years of fashion: new look to now, Yale University Press, 1997, ISBN 0-300-07132-9.
- Fetish: fashion, sex, and power, Oxford University Press, 1996, ISBN 0-19-509044-6 dt. von Walter-Berndt Fischer, Rowohlt, Reinbek bei Hamburg 1998, ISBN  3-499-60483-3
- Women of fashion: twentieth-century designers, Rizzoli International Publications, 1991, ISBN 0-8478-1394-0.
- Men and women: dressing the part (Herausgeberin, mit Claudia Brush Kidwell), Smithsonian, 1989, ISBN 0-87474-559-4.
- Paris fashion. A cultural history, Oxford University Press, 1988, ISBN 0-19-504465-7.
- Fashion and eroticism. Ideals of feminine beauty from the Victorian era to the Jazz Age, Oxford University Press, 1985, ISBN 0-19-503530-5.